# NGC 319

NGC 319

NGC 319 هي مجرة تتبع كوكبة العنقاء. اكتشفها جون هيرشل في 5 سبتمبر 1834.

## روابط خارجية
- NGC 319 على موقع ويكي سكاي: DSS2, SDSS, GALEX, IRAS, Hydrogen α, X-Ray, Astrophoto, Sky Map, Articles and images